# Augustin Daniel Belliard

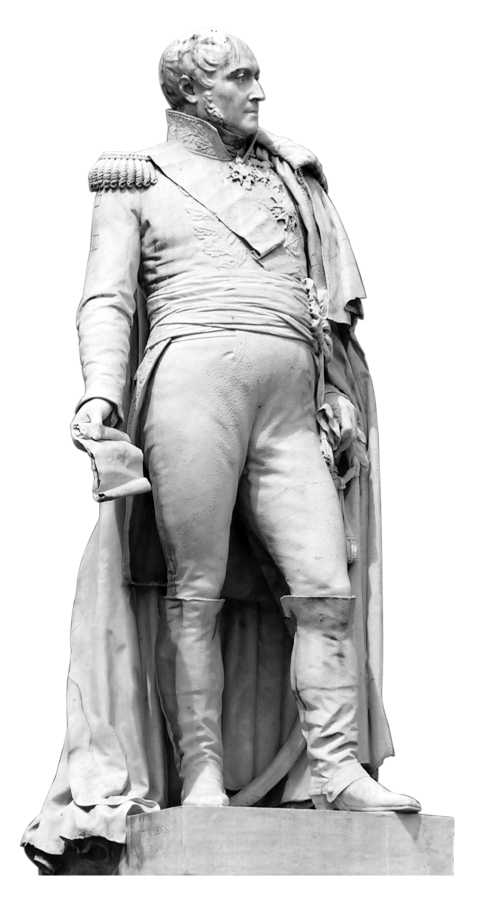
Socha

Augustin-Daniel Belliard, hrabě Belliard (23. březen 1769 ve Fontenay-le-Comte, Vendée, Francie – 28. leden 1832 v Bruselu, Belgie) byl francouzský generál.
Byl synem královského prokurátora ve Fontenay-le-Comte. Belliard se vyznamenal jako vyšší důstojník nejprve 1792 a 1793 pod Dumouriezem v Belgii. Po jeho přechodu fronty byl Belliard sesazen, zatčen, podrobně vyšetřován a propuštěn z armády. Pak ale opět vstoupil do armády jako prostý dobrovolník a roku 1795 sloužil již jako plukovník pod Hochem. Vyznamenal se v Itálii 1796 a 1797 u Castiglione a Caldiera i Arcole a pro svou statečnost byl povýšen na brigádního generála. V egyptské kampani bojoval příkladně v bitvě u pyramid a byl jmenován guvernérem Horního Egypta. Po Napoleonově odjezdu z Egypta sloužil dále věrně generálovi Kléberovi a v bitvě u Helipolis odrázil se svou divizí nepřátelskou kavalérii. Pak energicky bránil Káhiru, až do kapitulace. Po návratu z Egypta byl jmenován divizním generálem. V roce 1805 se stal generálním adjutantem Muratovým a s ním bojoval u Slavkova. S Muratem prodělal i tažení 1806–1807 a následoval Murata 1808 do Španělska a v prosinci téhož roku se stal guvernérem Madridu.
V ruském tažení 1812 byl opět generálním adjutantem Murata. V prosinci 1812 byl jmenován generálplukovníkem kyrysníků a roku 1813 generálním adjutantem císaře. S ním prodělal bitvy u Drážďan, Lipska a Hanau. Po bitvě u Craonne (březen 1814), kde mimořádně vynikl a byl těžce raněn, byl jmenován vrchním velitelem gardové kavalérie. Ludvík XVIII. jej jmenoval pairem. Po návratu císaře z Elby doprovázel Belliard královskou rodinu do Beauvais. Na příkaz krále však se vrátil do Paříže a okamžitě byl císařem pověřen vedením mise ke králi Muratovi a poté velením Moselské armády. Po bitvě u Waterloo se opět podřídil Ludvíkovi XVIII., ale přesto byl vyškrtnut ze seznamu pairů. V prosinci 1815 byl pro podezření z podílu na spiknutí s cílem osvobození císaře zatčen, ale po několika měsících propuštěn a roku 1819 opět jmenován pairem. V Horní komoře patřil k těm, kteří oponovali reakčním názorům dvorních kruhů a připojil se roku 1830 k Červencové monarchii. Byl poslán do Vídně s úkolem působit zde k uznání Ludvíka Filipa. V březnu 1831 byl odeslán do Belgie, pomoci zde upevnit trůn Leopolda Prvního. Zde pracoval na základních organizačních směrnicích belgické armády, ale podílel se i na jednáních předcházejících Leopoldovu sňatku. Zemřel v Bruselu na zámku Laeken na cévní mozkovou příhodu, která způsobila náhlou smrt při odchodu ze zámku 28. ledna 1832. Jeho ostatky byly v březnu téhož roku převezeny do Paříže a tam uloženy na hřbitově Pere-Lachaise. Jeho jméno je vyryto na Vítězném oblouku v Paříži. Memoáry byly posmrtně vydány Vinetem roku 1842.